# Sotosalbos
Sotosalbos is een gemeente in de Spaanse provincie Segovia in de regio Castilië en León met een oppervlakte van 23,92 km². Sotosalbos telt 115 inwoners (1 januari 2016).

## Demografische ontwikkeling
Bron: INE, 1857-2011: volkstellingen